# Cratere Alfraganus
Alfraganus è un piccolo cratere lunare, intitolato all'astronomo persiano del IX secolo Ahmad ibn Muhammad ibn Kathir al-Farghani, collocato nell'aspra regione dell'altopiano che si estende a sud-ovest del Mare Tranquillitatis.

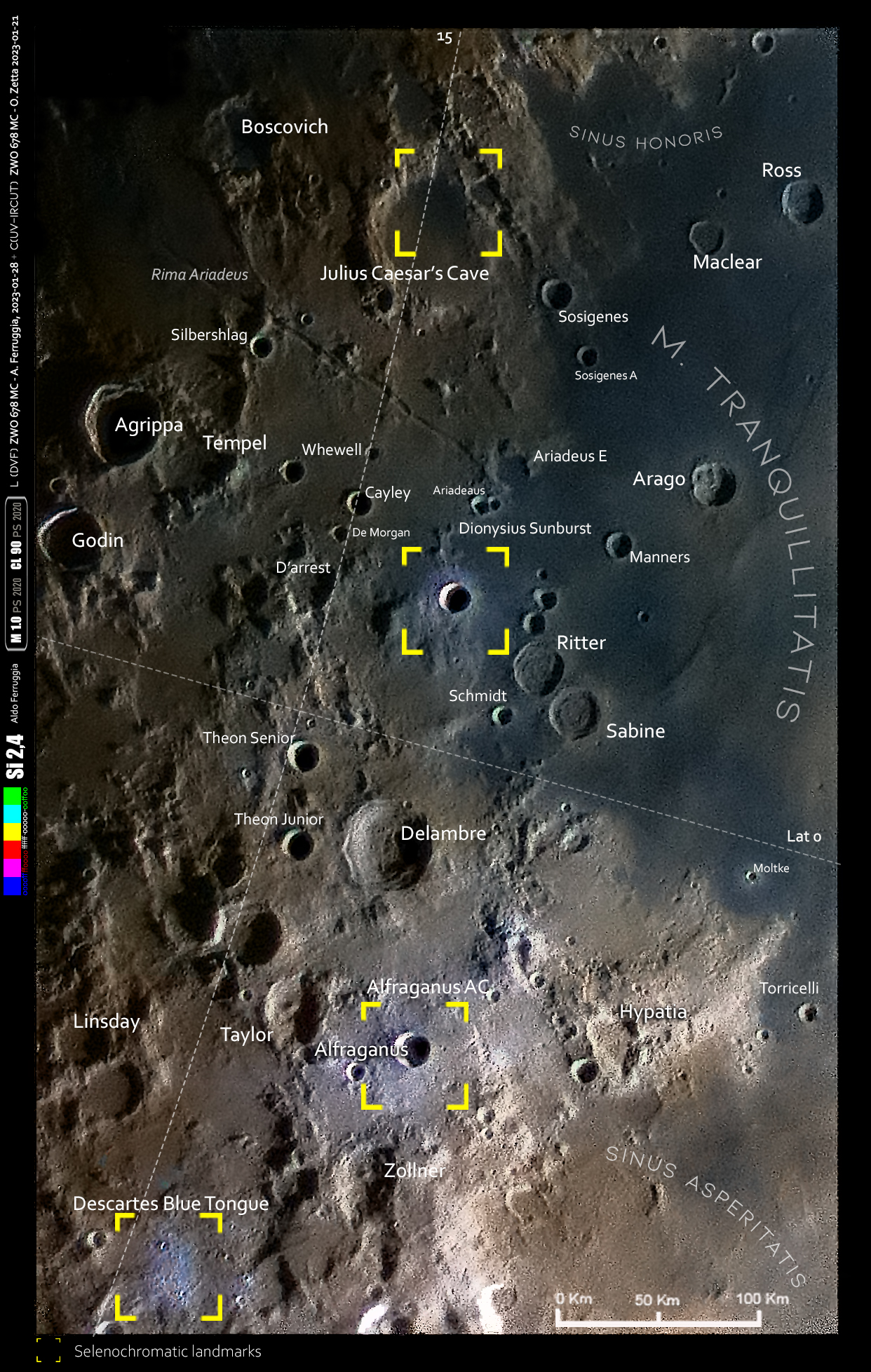
Il cratere (in basso) con le strutture vicine in una Immagine Selenocromatica(Si)

A nord-ovest di Alfraganus si trova il cratere Delambre, e a sud vi è l'irregolare cratere Zöllner.
Il bordo di Alfraganus è circolare, dal momento che non si è usurato con quantità significative di successivi impatti meteorici. La base interna del cratere è accidentato ed ha una superficie che è la metà rispetto alla sommità del cratere stesso.

## Crateri correlati
Alcuni crateri minori situati in prossimità di Alfraganus sono convenzionalmente identificati, sulle mappe lunari, attraverso una lettera associata al nome.
| Alfraganus | Coordinate           | Diametro (in km) |
| ---------- | -------------------- | ---------------- |
| A          | 3°03′00″S 20°19′12″E | 13,87            |
| C          | 6°07′48″S 18°05′24″E | 10,3             |
| D          | 4°03′00″S 20°08′24″E | 8,29             |
| E          | 4°37′12″S 19°00′00″E | 3,85             |
| F          | 3°32′24″S 20°50′24″E | 8,64             |
| G          | 2°40′12″S 21°13′48″E | 5,74             |
| H          | 4°21′36″S 19°09′36″E | 12               |
| K          | 5°15′00″S 19°32′24″E | 2,95             |
| M          | 5°39′36″S 19°33′36″E | 3,16             |